# Marcel Mayer
Marcel Mayer, Taufname Marcel Göhring (* 11. April 1965 in Basel), ist ein Schweizer Druckgrafiker, Buchgestalter, Typograf, Holzschneider, Radierer und Erwachsenbildner.

## Leben und Werk
Marcel Mayer absolvierte von 1981 bis 1985 eine Maschinenmechanikerlehre. Von 1991 bis 1993 besuchte er die Fachklasse für Originalgrafik an der Schule für Gestaltung in Basel. Nach einem Atelieraufenthalt an der Cité Internationale des Arts Paris (CIA) leitete Mayer von 1996 bis 2017 das Atelier für Buch-, Stein- und Kupferdruck «druckwerk» in Basel.
2001 erhielt Marcel Mayer den Preis «Schönste Bücher der Schweiz». 2015 schloss er das Studium zum Erwachsenbildner an der Fachhochschule Nordwestschweiz (FHNW) ab. 2017 erhielt Mayer ein Atelierstipendium in Jerewan. Seit 2018 unterrichtet er manuelle Drucktechniken an der Schule für Gestaltung Basel.
Marcel Mayer ist Mitglied der Vereinigung Schweizerischer Holzschneider XYLON und der Visarte. Seine Werke stellte er in zahlreichen Einzel- und Gruppenausstellungen aus. Der Kunstkredit Basel-Stadt erwarb Werke von ihm.